# Harmony (album)
Harmony – drugi album katolickiego zespołu muzycznego The Priests. Wydany 23 listopada 2009 roku.

## Lista utworów
| #  | Tytuł                        | Kompozytor                  | Czas |
| -- | ---------------------------- | --------------------------- | ---- |
| 1  | "How Great Thou Art"         | Carl Boberg                 | 3:25 |
| 2  | "Te Deum"                    | Michael Haydn               | 3:23 |
| 3  | "Gaelic Blessing"            | John Rutter                 | 2:49 |
| 4  | "Amazing Grace"              | John Newton                 | 3:45 |
| 5  | "Bist du bei mir"            | Johann Sebastian Bach       | 2:36 |
| 6  | "Benedictus"                 | Karl Jenkins                | 3:10 |
| 7  | "Stabat Mater"               | Giovanni Battista Pergolesi | 3:18 |
| 8  | "Laudamus Te (z Gloria)"     | Antonio Vivaldi             | 2:29 |
| 9  | "Ave Verum Corpus"           | Wolfgang Amadeus Mozart     | 2:22 |
| 10 | "King Of Kings"              | David Delargy               | 3:20 |
| 11 | "Lift Thine Eyes (z Elijah)" | Felix Mendelssohn           | 2:04 |
| 12 | "Silent Night"               | Franz Xaver Gruber          | 3:49 |
| 13 | "The Lord's Prayer"          | Albert Hay Malotte          | 1:40 |
| 14 | "Bí Íosa Im Chroíse"         | anonim                      | 2:48 |
| 15 | "You’ll Never Walk Alone"    | Richard Rodgers             | 2:28 |

## Rankingi
| Ranking (2009–2010)                   | Miejsce |
| ------------------------------------- | ------- |
| Ireland Albums Top 75                 | 7       |
| Australia Albums Top 50               | 35      |
| Dutch Albums Top 100                  | 58      |
| Finland Albums Top 40                 | 22      |
| New Zealand Albums Top 40             | 3       |
| Sweden Albums Top 60                  | 1       |
| UK Albums Top 75                      | 18      |
| France Albums Top 150                 | 98      |
| Chart Trajectory Spain Albums Top 100 | 57      |
| Belgium Albums Top 50                 | 17      |